# Jovita Moore
Jovita Moore (Nueva York, 4 de octubre de 1967- Atlanta, 28 de octubre de 2021), fue una periodista estadounidense. Presentadora del estación WSB-TV en Atlanta. 

## Biografía
Realizó su educación en Humanidades en el Bennington College (Vermont), y la completó con un máster de periodismo audiovisual en la Universidad de Columbia.
En 1990 comenzó su trayectoria profesional por medio de unas prácticas en el diario The New York Times.Tiempo después dio el salto a la televisión. Primero a la KFSM-TV, una estación de televisión con sede en Fayetteville y Fort Smith (Arkansas) durante tres años. Después como presentadora en WMC-TV con sede en Memphis (Tennessee), y finalmente en 1998 se trasladó a Atlanta (Georgia), para trabajar en Channel 2 Action News de WSB-TV. Allí presentó los noticieros vespertinos.
Madre soltera, crio a sus tres hijos: Shelby, Marley y Josh.
En abril de 2021, los médicos encontraron dos masas tumorales en su cerebro. Tras aplicarle la cirugía, le diagnosticaron glioblastoma. Falleció en la noche del 28 de octubre de 2021, a los 53 años después de una dura batalla contra el tumor cerebral.
Ganó nueve premios Emmy por su labor periodística.